# Fieler Moor
Das Fieler Moor ist ein Naturschutzgebiet in der Gemeinde Nordhastedt im Amt Kirchspielslandgemeinde Heider Umland im Kreis Dithmarschen, Schleswig-Holstein. Es ist fast deckungsgleich mit dem FFH-Gebiet „NSG Fieler Moor“ mit der WDPA-ID 555517928.
Das Naturschutzgebiet besteht aus Niedermoorbereichen, ehemaligen Torfschnitten und Feuchtgrünland. Beim Bau der Bundesautobahn 23 entstanden zwei große Teiche, die ebenfalls zum Naturschutzgebiet gehören.
Im Gebiet leben Rohrweihen und Wasserrallen, die sich in Verlandungsröhrichten aufhalten. Die seltene Krebsschere befindet sich auf einigen Wasserflächen in den Torfstichen. Im Frühjahr und Herbst halten sich ebenfalls diverse Zugvögel im Gebiet auf: Stockenten, Pfeifenten, Haubentaucher, Blässrallen und Gänsesäger.
Touristisch erschlossen ist das Gebiet durch einen Rundweg und einen Beobachtungshügel. Die Betreuung wird durch den Bund für Umwelt und Naturschutz (BUND) wahrgenommen.

## Bilder

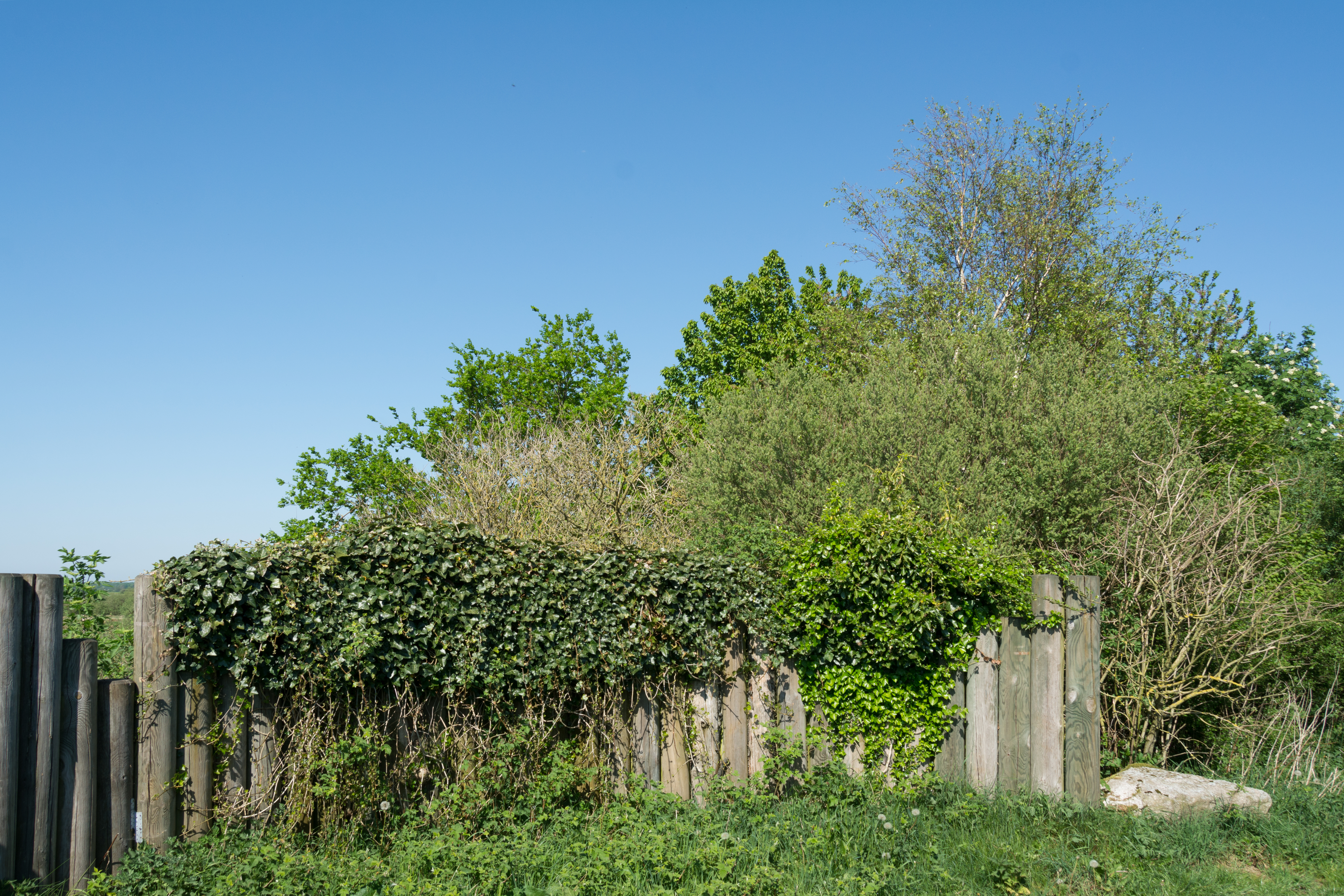
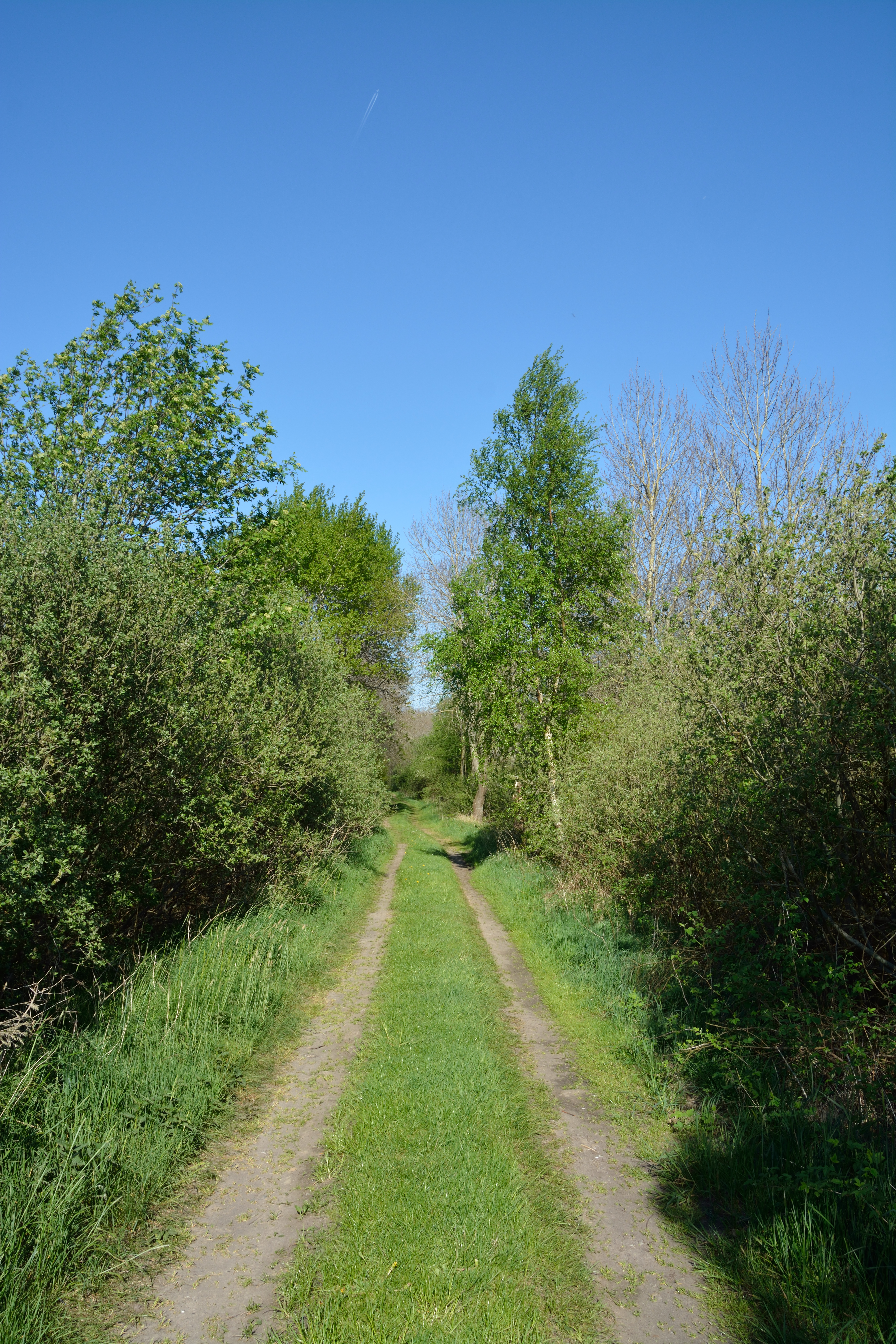
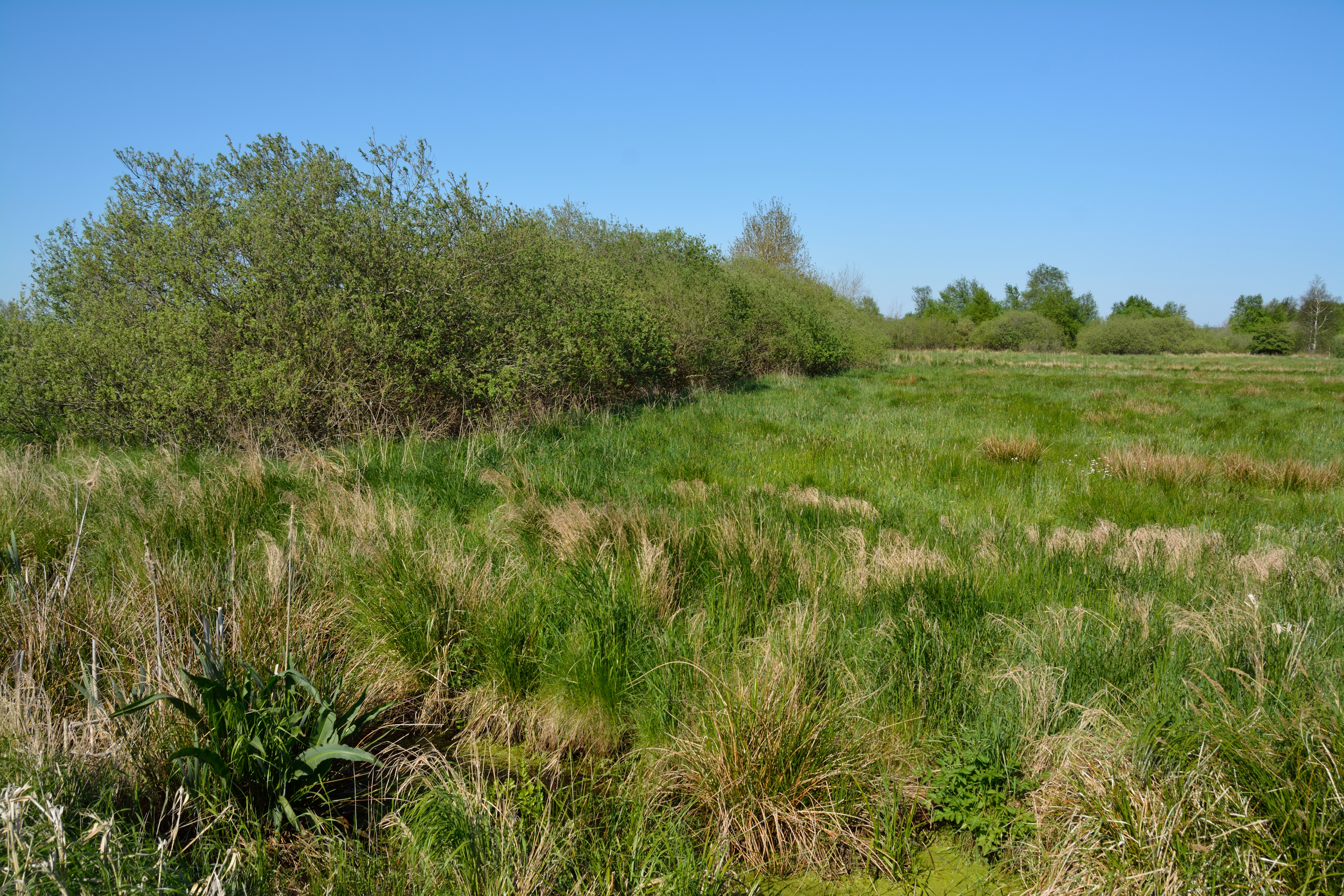
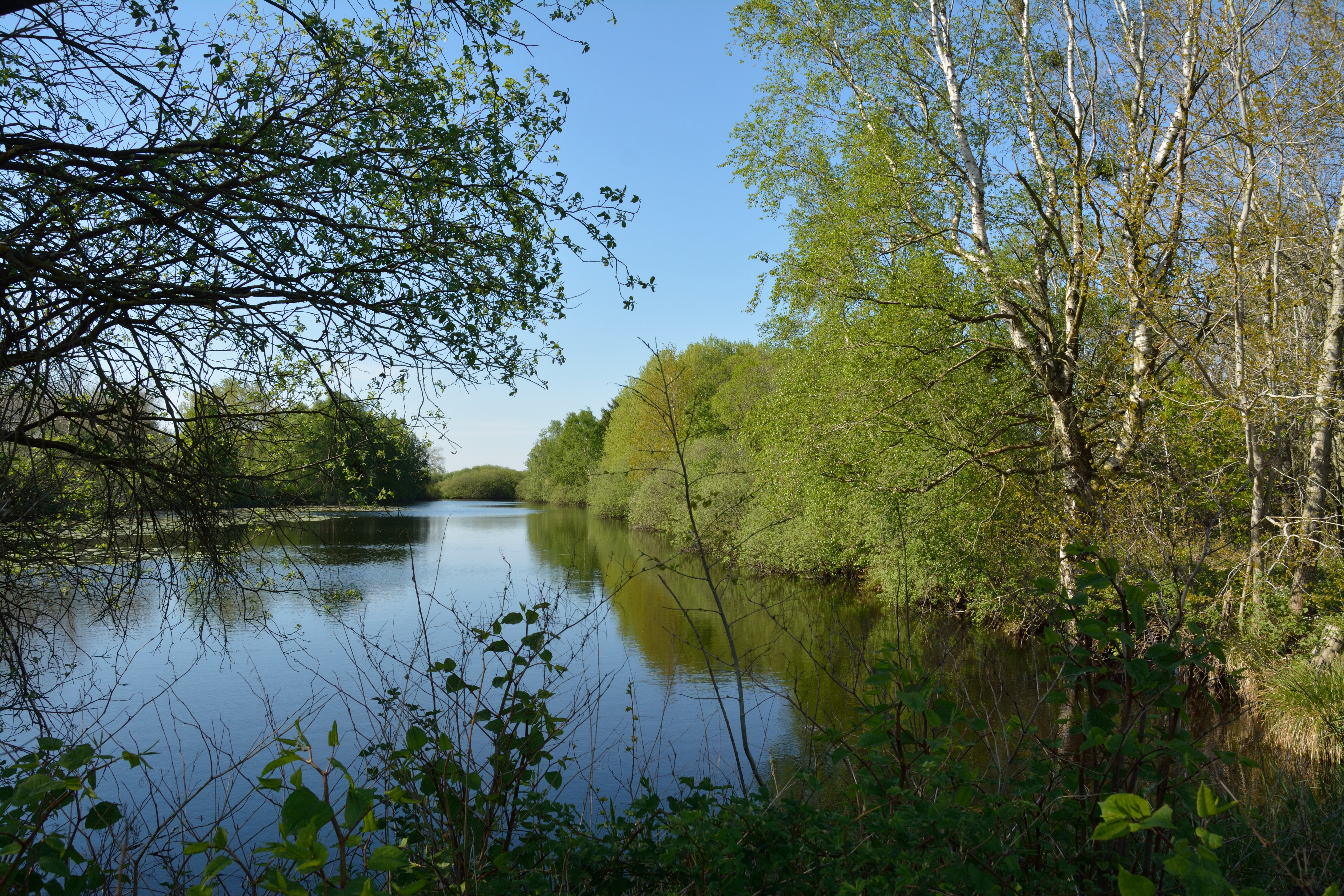